# Ромашківська сільська рада (Середино-Будський район)
Рома́шківська сільська́ ра́да — колишній орган місцевого самоврядування в Середино-Будському районі Сумської області. Адміністративний центр — село Ромашкове.

## Загальні відомості
- Населення ради: 280 осіб.

## Населені пункти
Сільській раді підпорядковані населені пункти:
- с. Ромашкове
- с. Демченкове
- с. Лісова Поляна

## Склад ради
Рада складається з 12 депутатів та голови.
- Голова ради: Зикунова Тетяна Василівна

### Керівний склад попередніх скликань
| Прізвище, ім'я, по батькові | Основні відомості                                                                       | Дата обрання | Дата звільнення |
| --------------------------- | --------------------------------------------------------------------------------------- | ------------ | --------------- |
| Зябко Надія Трохимівна      | Сільський голова, 1951 року народження, позапартійна                                    | 26.03.2006   | 02.06.2009      |
| Зикунова Тетяна Василівна   | Сільський голова, 1958 року народження, освіта середня спеціальна, член Партії регіонів | 20.06.2010   | 31.10.2010      |
| Зикунова Тетяна Василівна   | Сільський голова, 1958 року народження, освіта середня спеціальна, член Партії регіонів | 31.10.2010   |                 |

Примітка: таблиця складена за даними сайту Верховної Ради України